# Cynoglossus trigrammus
Cynoglossus trigrammus és un peix teleosti de la família dels cinoglòssids i de l'ordre dels pleuronectiformes que es troba a les costes de la Xina i el Vietnam.